# Scikit-learn
Scikit-learn est une bibliothèque libre Python destinée à l'apprentissage automatique. Elle est développée par de nombreux contributeurs notamment dans le monde académique par des instituts français d'enseignement supérieur et de recherche comme l'Inria.
Elle propose dans son framework de nombreuses bibliothèques d’algorithmes à implémenter, clé en main. Ces bibliothèques sont à disposition notamment des data scientists.
Elle comprend notamment des fonctions pour estimer des forêts aléatoires, des régressions logistiques, des algorithmes de classification, et les machines à vecteurs de support. Elle est conçue pour s'harmoniser avec d'autres bibliothèques libres Python, notamment NumPy et SciPy.

## Historique
Scikit-learn est dérivé d'un projet soumis par David Cournapeau lors du Google Summer of Code de 2007 sous le nom scikits.learn. Cournapeau envisageait initialement de créer une version dérivée et simplifiée (toolkit) de SciPy, l'une des principales library Python pour le calcul scientifique. En 2010, le projet change de nature et est désormais maintenu par une nouvelle équipe de développeurs issus de l'Inria, avec le support de l'institution scientifique.
En 2024, une nouvelle organisation est créée pour garantir le soutien financier de Scikit-Learn, Probabl, avec une gouvernance mixte associant des acteurs publics et privés sous la direction de Yann Lechelle.

## Implémentation
Scikit-learn est écrit en Python, avec quelques algorithmes essentiels écrits en Cython pour optimiser les performances. Les machines à vecteurs de support sont réalisées par un emballage Cython autour de LIBSVM.

## Exemple d'implémentation
Utilisation de la librairie Scikit-learn pour l'apprentissage d'un modèle de régression linaire : 
```
import
 
numpy
 
as
 
np

from
 
sklearn.linear_model
 
import
 
LinearRegression

X
 
=
 
np
.
array
([[
1
,
 
1
],
 
[
1
,
 
2
],
 
[
2
,
 
2
],
 
[
2
,
 
3
]])

# y = 1 * x_0 + 2 * x_1 + 3

y
 
=
 
np
.
dot
(
X
,
 
np
.
array
([
1
,
 
2
]))
 
+
 
3

reg
 
=
 
LinearRegression
()
.
fit
(
X
,
 
y
)

reg
.
score
(
X
,
 
y
)

reg
.
coef_

reg
.
intercept_

reg
.
predict
(
np
.
array
([[
3
,
 
5
]]))

```

## Alternatives à Scikit-learn
- mlpy
- SpaCy
- NLTK
- Orange
- PyTorch
- TensorFlow
- JAX
- Infer.NET
- Apache Mahout
- Theano (logiciel)